# Meister von Alcira

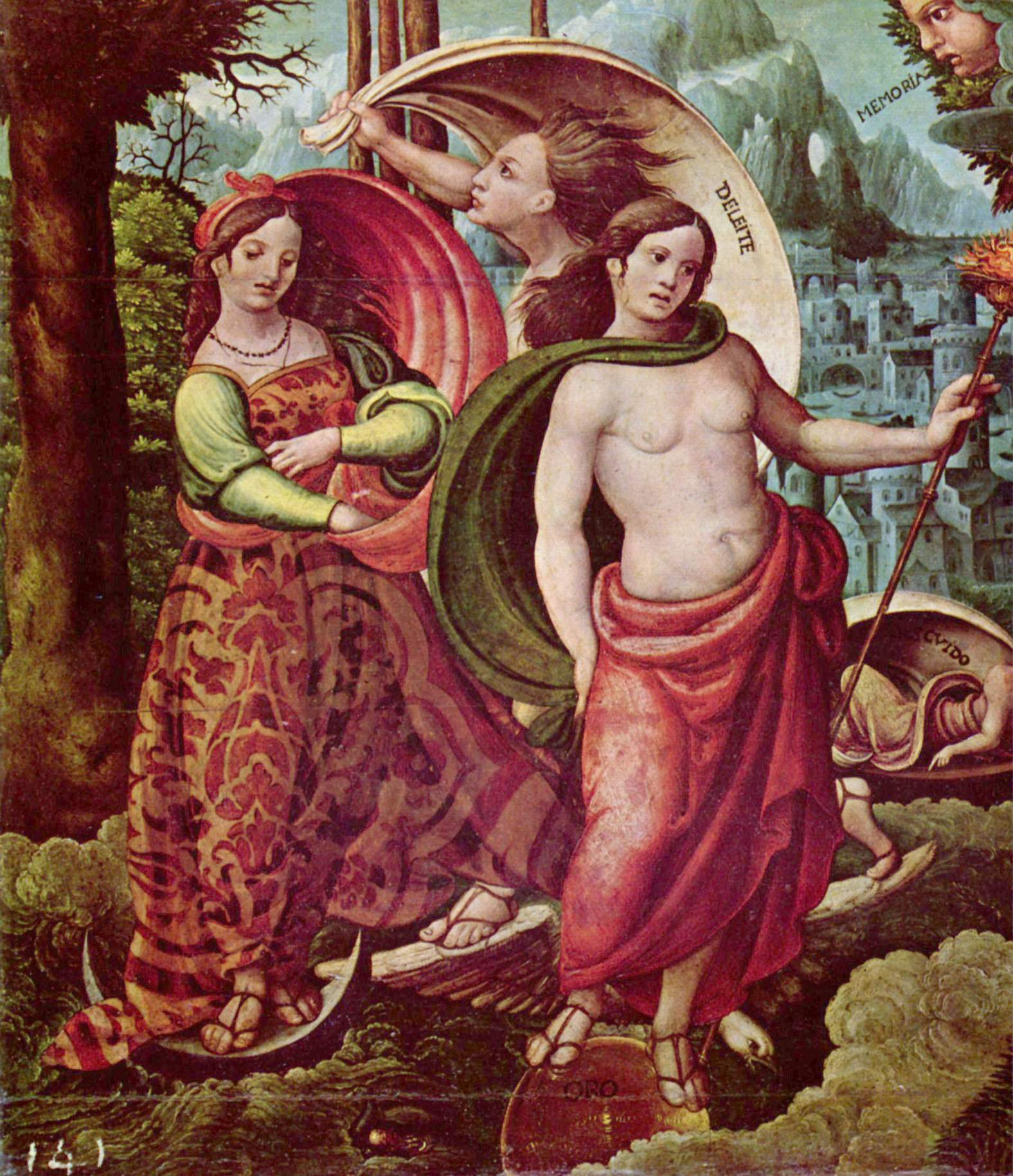
Meister von Alcira: Allegoríe der Weisheit, Spanien, um 1525

Als Meister von Alcira (span. Maestro de Alcira) wird ein Maler aus dem Spanien der Renaissance bezeichnet. Der namentlich nicht bekannte Künstler war zu Beginn des 16. Jahrhunderts in der Region um Valencia tätig. Er erhielt seinen Notnamen nach dem von ihm 1527 geschaffenen Altar, der in der Kirche San Augustin der ostspanischen Stadt Alzira der Provinz Valencia zu finden ist. Der Meister soll ein Nachfolger oder Schüler von Fernando Yáñez de la Almedina oder Fernando de los Llanos sein. Um diese Maler wird die Renaissance-Schule von Valencia (span. escuela renacentista valenciana) gebildet.

## Werke (Auswahl)
- Altar der Kirche San Agustín in  Alcira (1527)

Weiter werden dem Meister von Alcira zugerechnet:
- Heiliger Michael (ca. 1530), Museo de Bellas Artes, Valencia
- Pieta mit den Heiligen Johannes und María Magdalena, Museo de Bellas Artes, Valencia
- Allegoríe der Weisheit (ca. 1545–1550), Magyar Szépművészeti Múzeum, Budapest
- Allegorie der Leidenschaft (ca. 1545–1550), Magyar Szépművészeti Múzeum, Budapest
- Transito o Dormicion de la Virgen (ca. 1527–1550), Casa de Orduñas, Guadalest